# Serre (Oise)
Die Serre ist ein Fluss in Frankreich, der in den Regionen Grand Est und Hauts-de-France verläuft. Sie entspringt im Gemeindegebiet von La Férée, im Regionalen Naturpark Ardennen, entwässert generell Richtung West bis Südwest und mündet nach rund 96 Kilometern beim Weiler Le Travers, im Gemeindegebiet von Danizy, als linker Nebenfluss in die Oise. Auf ihrem Weg durchquert sie die Départements Ardennes und Aisne.

## Orte am Fluss
- Rozoy-sur-Serre
- Montcornet
- Tavaux-et-Pontséricourt
- Bosmont-sur-Serre
- Marle
- Crécy-sur-Serre
- Anguilcourt-le-Sart